# Pieter Rembrantsz van Nierop

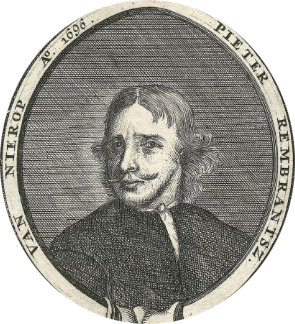
Pieter Rembrantsz van Nierop

Pieter Rembrantsz van Nierop (* 1640 in Nieuwe Niedorp; † 1708 in Hoorn) war ein niederländischer Kartograph, Astronom, Mathematiker und Landvermesser des 17. Jahrhunderts.
Er war besonders bekannt als Verfasser, Herausgeber und Neubearbeiter zahlreicher Almanache, in denen regelmäßig die Stände von Sonne, Mond, Gezeiten verzeichnet wurden. Sie waren in der Seefahrernation der Niederlande von großer Bedeutung. 1678 bis 1708 erschienen mehr als hundert Almanache mit seinem Namen.
Dabei arbeitete er auch mit seinem Onkel Dirck Rembrantsz van Nierop zusammen, dessen Namen er annahm (zunächst hieß er Pieter Oomes von Nierop).
Weitere bekannte Verfasser von Almanachen in den Niederlanden des 17. und 18. Jahrhunderts waren Jan Albertsz van Dam (ebenfalls ein Schüler von Dirck Rembrantsz van Nierop) und Andreas van Luchtenburg.

## Werke
- Lootmans Weghwijzer, mit Dirck Rembrantsz van Nierop, erschienen bei Hendrick Doncker, Amsterdam 1664
- 't Nieuw Stuurmans Graedboeck, Hendrick Doncker, Amsterdam 1685
- Kort begrip van alle Langhs- en Dwars-Coursen, C.Lootsman, Amsterdam 1686
- Generale beschrijving der Son Eclipsen, Wed Th.Lootsman, Amsterdam 1683 (Allgemeine Beschreibung der Sonnenfinsternisse)
- Naam-wyser, Otto Smient, Amsterdam 1688
- Hoogste watergetyden, J. van Gemert, Rotterdam 1707
- Brieven door eenige Wiskonstenaren geschreven aan Dirck Rembrantsz van Nierop met zijne antwoorden op dezelve (1653–1682), 64 Briefe, erschienen 1685 (Briefwechsel seines Onkels Dirck Rembrantsz van Nierop)
- Verbeterde Schatkamer, Hendrick Doncker und Hendrik Harmens Boterenbrood, Amsterdam, 1696

## Almanache
Van Nierop schrieb und bearbeitete viele Almanache, unter anderem:
- Koopmans comptoir almanach, A. Magnus, Amsterdam 1684
- Zaagmans comptoir almanach, Gerrit Saeghman, Amsterdam 1685
- Comptoir almanach, Jacob van Campen, Amsterdam
- Almanach, W. von Trier, Alkmaar
- Utrechtse almanach, A. van Paddenburgh, Utrecht 1694
- Dordrechtse almanach, Joannes van Braam,  Dordrecht 1699
- Nieropper-Enkhuyzer almanach, W. van Bloemen, Amsterdam